# John Rasmussen

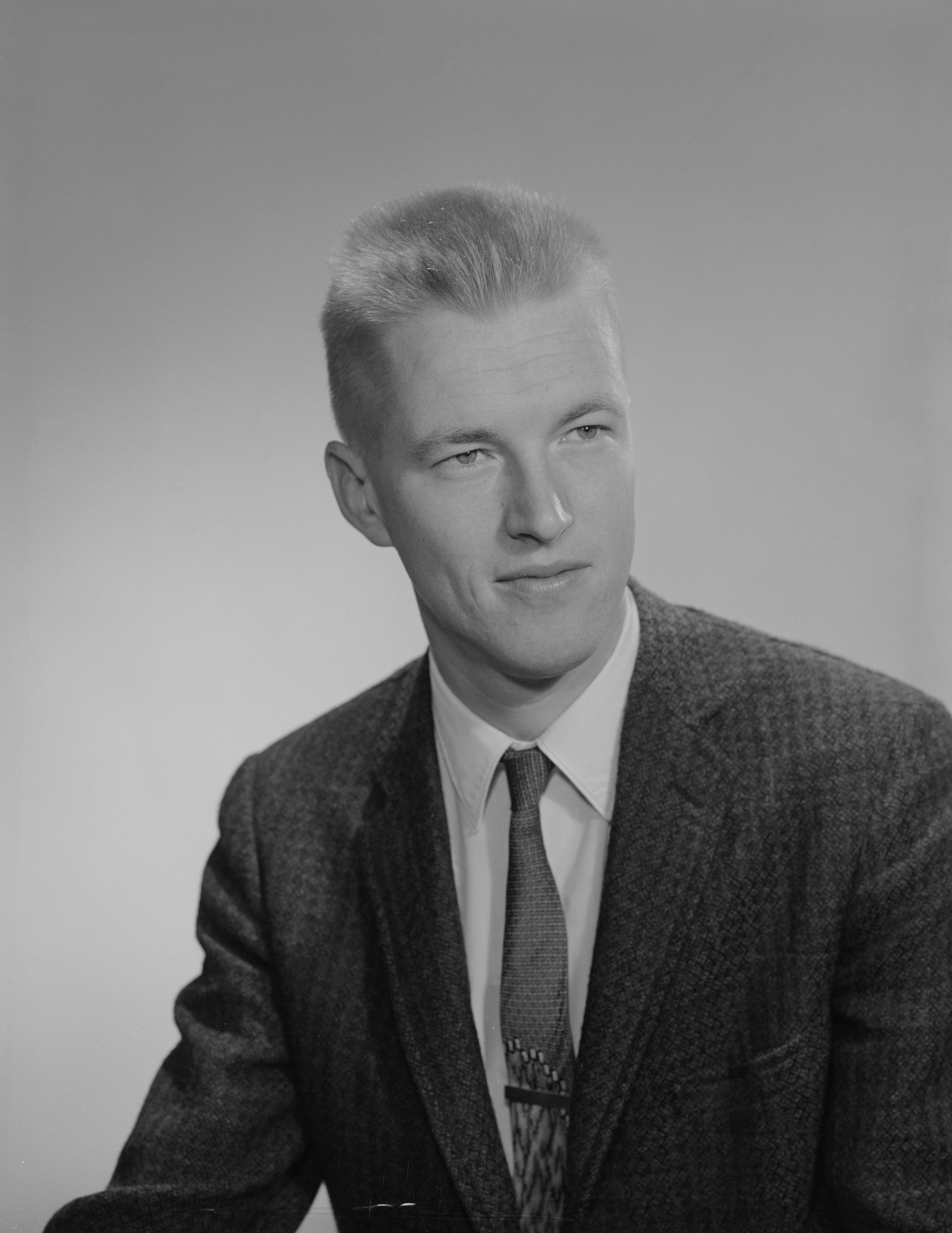
John O. Rasmussen

John O. Rasmussen (* 1926) ist ein US-amerikanischer Kernphysiker. 
Rasmussen studierte am Caltech (Bachelor 1948) und wurde an der University of California, Berkeley, 1952 promoviert. 1953 war er Gastprofessor am Nobelinstitut in Stockholm und 1962/62 am Niels-Bohr-Institut in Kopenhagen. 1969 bis 1972 war er Professor und stellvertretender Direktor des Schwerionenbeschleuniger-Labors der Yale University. Danach war er in an der Universität Berkeley am Lawrence Berkeley National Laboratory.
1967 erhielt er den Ernest-Orlando-Lawrence-Preis für seine herausragenden Beiträge für das bessere Verständnis der Kernstruktur durch einfallsreiche experimentelle und theoretische Untersuchungen. 1976 erhielt er den Glenn T. Seaborg Award in Nuclear Chemistry der American Chemical Society.
1972 war er Guggenheim Fellow und 1991 als Humboldt Senior Fellow in München. Er ist Fellow der American Physical Society, der American Chemical Society und der American Association for the Advancement of Science. 1984 erhielt er eine Ehrenprofessur an der Fudan-Universität in Shanghai.
Es gibt noch einige weitere experimentelle Kernphysiker mit Namen Rasmussen, die nicht mit ihm verwechselt werden sollten, den dänischen Kernphysiker Ebbe Kjeld Rasmussen (1901–1959), ein enger Mitarbeiter von Niels Bohr, und den Reaktorsicherheitsexperten Norman Rasmussen (1927–2003).